# Lucknow (Division)
Die Division Lucknow ist eine Division im indischen Bundesstaat Uttar Pradesh. Die Division ist Teil der Region Avadh.

## Distrikte
Die Division Lucknow gliedert sich in sechs Distrikte:
| Distrikt        | Verwaltungssitz | Fläche in km² | Einwohner (2011) | Ew./km² |
| --------------- | --------------- | ------------- | ---------------- | ------- |
| Lucknow         | Lucknow         | 2.528         | 4.589.838        | 1.816   |
| Hardoi          | Hardoi          | 5.986         | 4.092.845        | 684     |
| Lakhimpur Kheri | Lakhimpur       | 7.680         | 4.021.243        | 524     |
| Raebareli       | Raebareli       | 4.609         | 3.405.559        | 739     |
| Sitapur         | Sitapur         | 5.743         | 4.489.992        | 782     |
| Unnao           | Unnao           | 4.558         | 3.108.367        | 682     |